# Ptychamalia nubila
Ptychamalia nubila là một loài bướm đêm trong họ Geometridae.